# 13129 Poseidonios
13129 Poseidonios este o planetă minoră (asteroid), cu un diametru de 6,756 km, din centura de asteroizi. A fost descoperită pe 12 august 1994 la Observatorul La Silla de Eric Walter Elst și a fost numită după Poseidonios. 
Obiectul prezintă o orbită caracterizată de o semiaxă mare de 2,7359378 UAi, o excentricitate de 0,1, o înclinație de 8,02182 ° în raport cu ecliptica.